# Оссолинский, Франтишек Максимилиан
Граф Франтишек Максимилиан Оссолинский (2 апреля 1676 — 1 июля 1756) — польский государственный деятель, коллекционер и покровитель искусств. Хорунжий дрохичинский (1703—1710), подскарбий надворный коронный с 1713 года, подскарбий великий коронный (1729—1736). Староста сандомирский, нурский, островский, дрохичинский и хмельницкий.

## Биография
Представитель польского дворянского рода Оссолинских герба «Топор». Сын ловчего подляшского Максимилиана Оссолинского (ум. после 1703) и Теодоры Крассовской. Братья — подстолий подляшский Михаил, каштелян ливский Казимир и генерал-майор Ян Станислав Оссолинские.
Начал политическую и военную карьеру в конце XVII в. под покровительством Станислава Антония Щуки. Был личным секретарем Августа II и одним из самых его близких сотрудников. Убежденный сторонник усиления королевской власти. Его политика как Великого подскарбия характеризуется повышением дохода от таможенных пошлин.
Часто избирался депутатом сейма начиная с 1718 года. Как маршалок сейма в Варшаве 1722 года он предупреждал, что срыв заседаний сейма может привести к крушению государства. В 1733 году он подписал избрание Станислава Лещинского Королём Польши и командовал войсками в защиту монарха. После капитуляции Данцига в 1734 попал в плен к русским войскам.
Отказался подчиниться Королю Августу III и после 1736 года остался при дворе Станислава Лещинского в Люневиле в Лотарингии. В 1736 — герцог, пэр Франции.
Дальнейшие годы посвятил различной культурной и общественной деятельности, начал коллекционировать произведения искусства.
Он был женат дважды: в 1706 году на Катажине Миончинской (ум. 1731) и в 1732 году — на Катажине Яблоновской, дочери великого канцлера Яна Станислава Яблоновского.
Дети от первого брака:
- Юзеф Ян Кантий Оссолинский (1707—1780), хорунжий надворный коронный (1738), воевода волынский (1757—1775)
- Томаш Костанций Оссолинский (1716—1782), староста нурский, мечник и ловчий подляшский, чашник дрохичинский
- Анна Барбара Оссолинская, жена старосты августовского Юзефата Шанявского.